# Musée Sahut
Le musée Sahut est un musée d'art, labellisé Musée de France, se spécialisant dans la pierre de Volvic et la lave émaillée. Il se situe à Volvic (région Auvergne-Rhône-Alpes), dans l'ancien château de Bosredon (XIIIe), reconstruit au XIXe siècle.
Il porte le nom de Marcel et Yvonne Sahut, dont la collection personnelle fut à l'origine de la création du musée en 1988,.

## Histoire
Le château de Bosredon est le siège du pouvoir d’une famille seigneuriale dont la filiation remonte à 1230. Situé à l’ouest de Volvic, sur une plaine surplombant des coulées de lave entourée de bois qui donne lieu à l’étymologie du nom de Bosredon « Bosco rotundo », le château primitif de Bosredon est l’une des quatre châtellenies de la baronnie de Tournoël. Il est dévasté par les Anglais en 1373.
En mars 1390, Hugues de la Roche, seigneur de Tournoël, autorise Géraud III Dacbert dit le Camus, chevalier et seigneur de Bosredon, à rebâtir « un hostel et chastel à Volvic, avec droits de girouettes, tours, fossés etc. ». De cette reconstruction sont vraisemblablement encore visibles les portes, arcs en ogive, voûtes d’arêtes au sous-sol ; voûtes en berceau et voûtes d’arêtes au rez-de-chaussée et au premier étage, un fragment d’escalier à vis ainsi que la tour visible au nord-est de la parcelle.
En 1523, Jean I de Pierrefitte, commis à la recette des deniers royaux d’Auvergne, achète le domaine à Jean de Bosredon, baron d’Herment. Mais les descendants de Jean de Pierrefitte, souffrent des velléités et de la jalousie des seigneurs de Tournoël qui voudraient s’approprier certaines de leurs possessions dont le château, qu’ils saccagent en 1590.
Les héritiers de Charles de Pierrefitte, seigneur de Bosredon et de Rochevert mort sans postérité en 1652, vendent le domaine à François II Valette, dont la famille est originaire du Limousin. Jean-François-Pierre Valette (1737-1799), l’un de ses descendants, « fait (…) construire, en 1784, le château actuel de Bosredon à Volvic, à la place de celui qui avait été bâti en 1390 par Géraud Dacbert de Bosredon, dit le Camus ».
Il semble que les travaux soient menés sous la direction de l’architecte riomois Claude-François-Marie Attiret de Mannevil (1750-1823). Le jardin à la française est probablement réalisé à la même époque.
Charles-Nicolas-Pierre Valette de Rochevert décède sans postérité en 1817. En 1826, le partage des terres de Bosredon et de Rochevert, attribue le château de Bosredon et ses dépendances à Benoît-Claudius Conchon, son neveu.
En 1901, la commune de Volvic achète le château de Bosredon et une partie des dépendances de ce dernier à Jean Ameil. L’une des conditions de la vente est que les lieux soient affectés à des services pour les plus démunis. Le château abrite ainsi dès le début du XXe siècle et jusqu’en 1982 un « Hospice de vieillards », c’est-à-dire une maison de retraite.
De 1985 à 1988, le château subit des transformations afin d’abriter le musée Sahut, qui est inauguré le 30 mars 1988 en présence de l’artiste.

## Collections

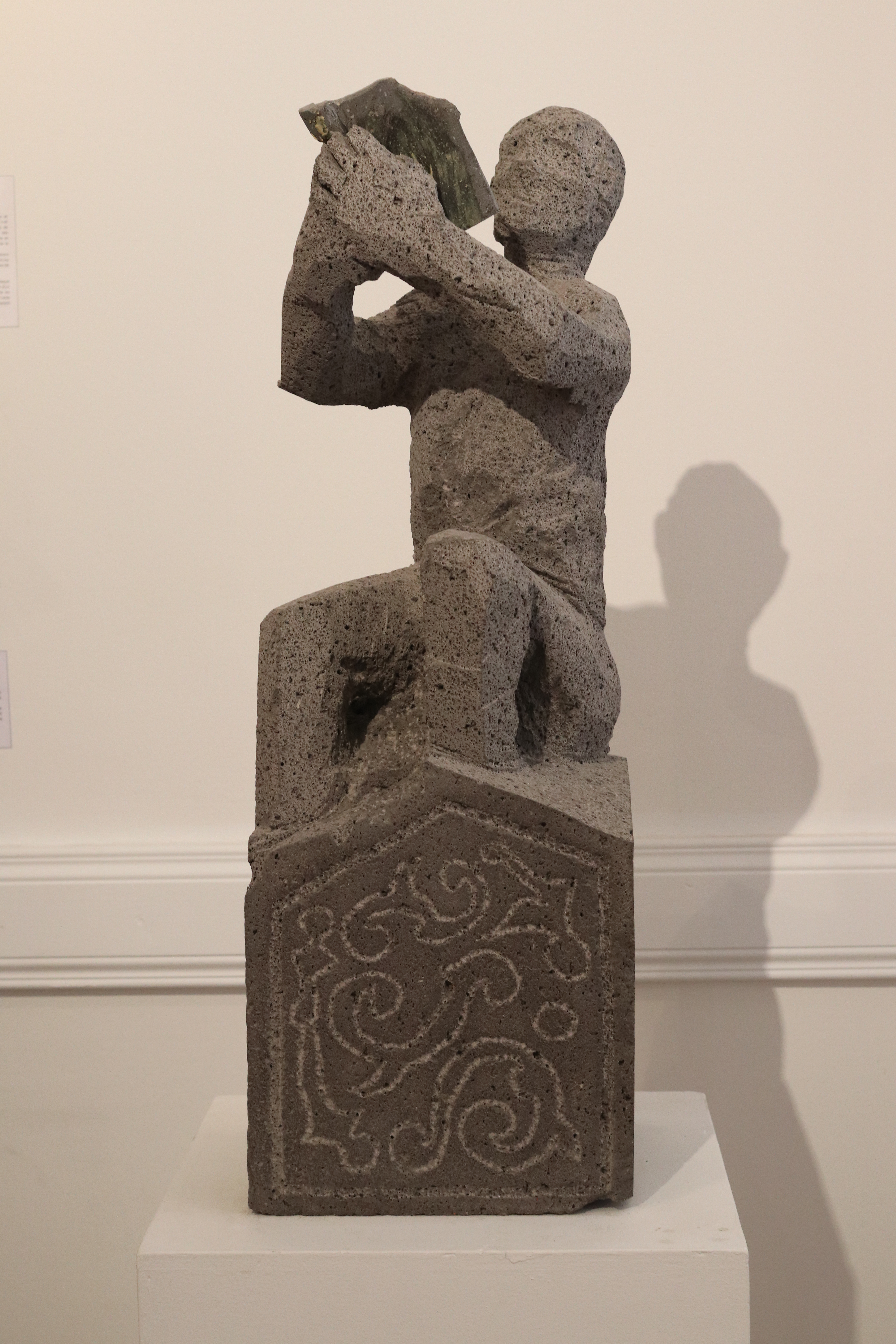
Moïse lisant les tables, Denis Monfleur, pierre de Volvic
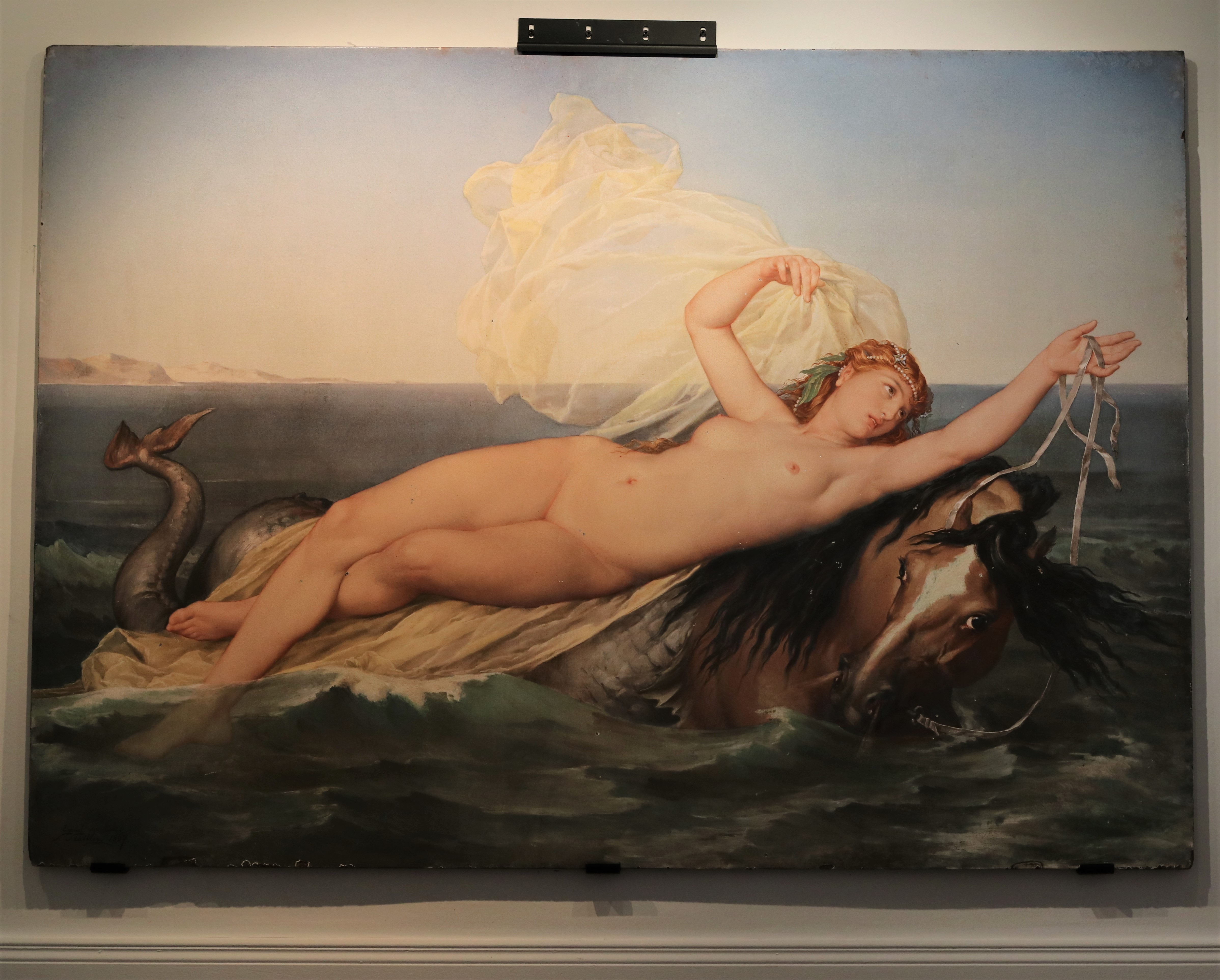
Océanide, Stanislas Stattler, lave de Volvic émaillée, 1867
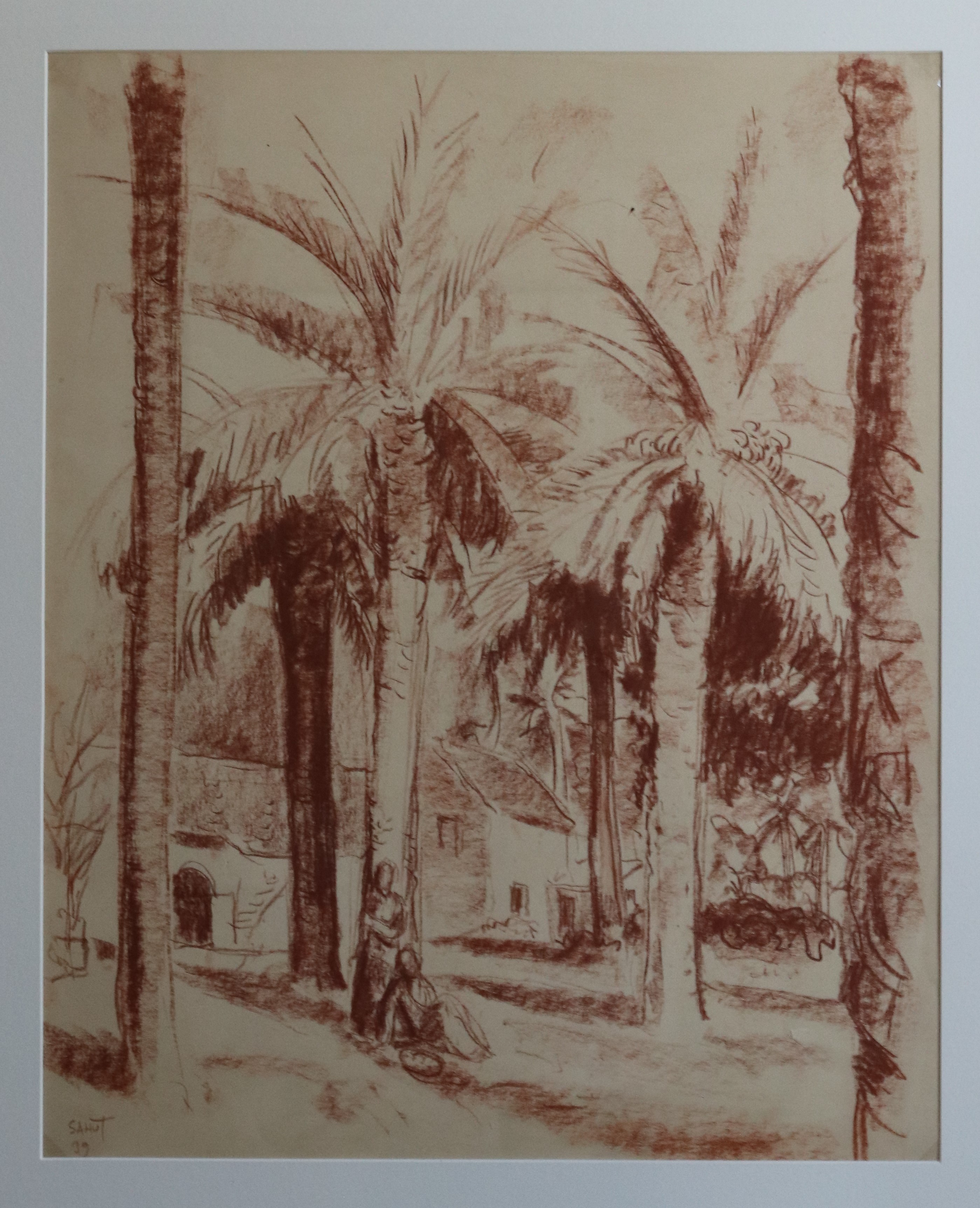
Les palmiers - St Mandrier, Marcel Sahut, sanguine, 1939
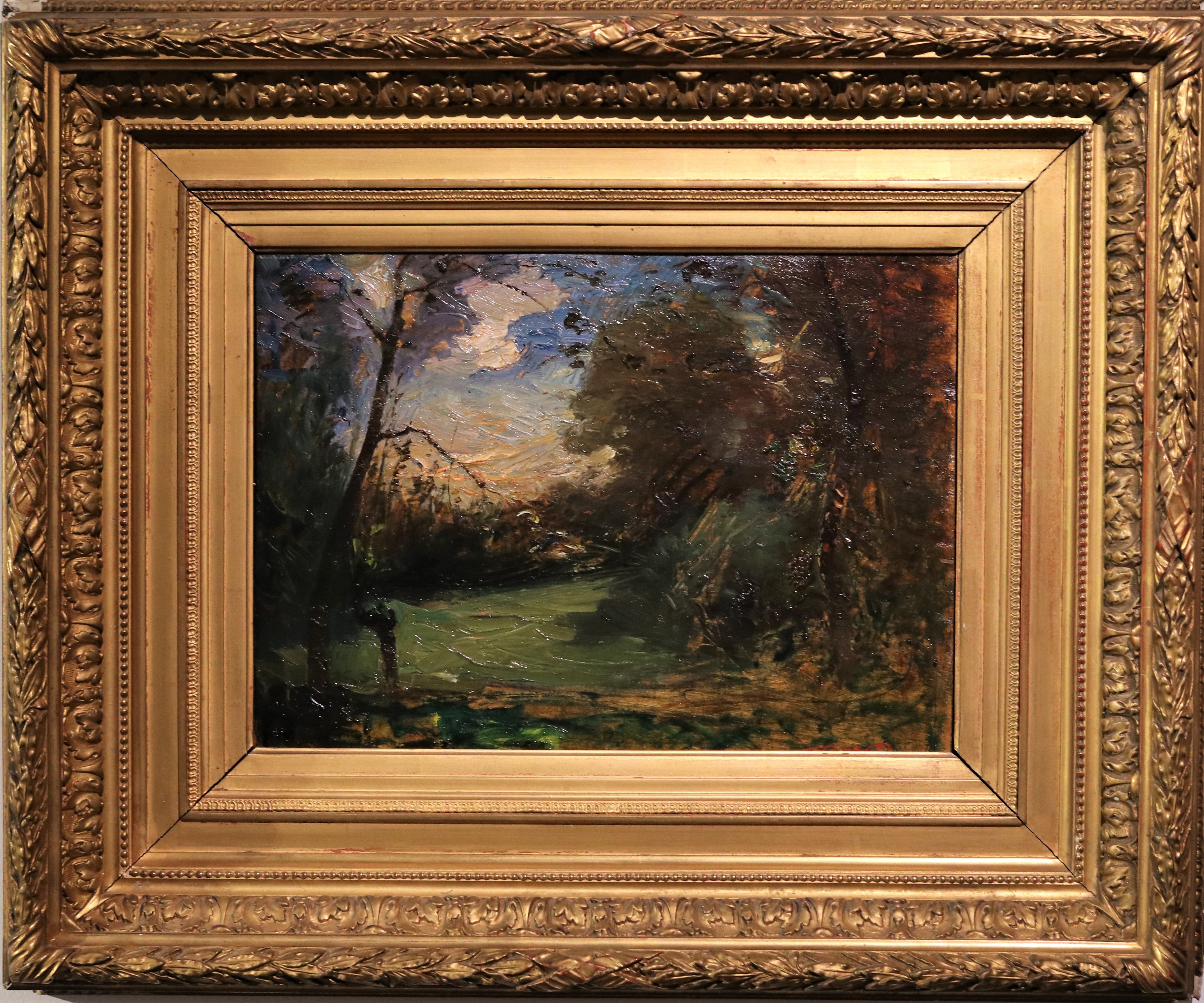
Le soir : l'orée du bois, François Auguste Ravier, XIXe
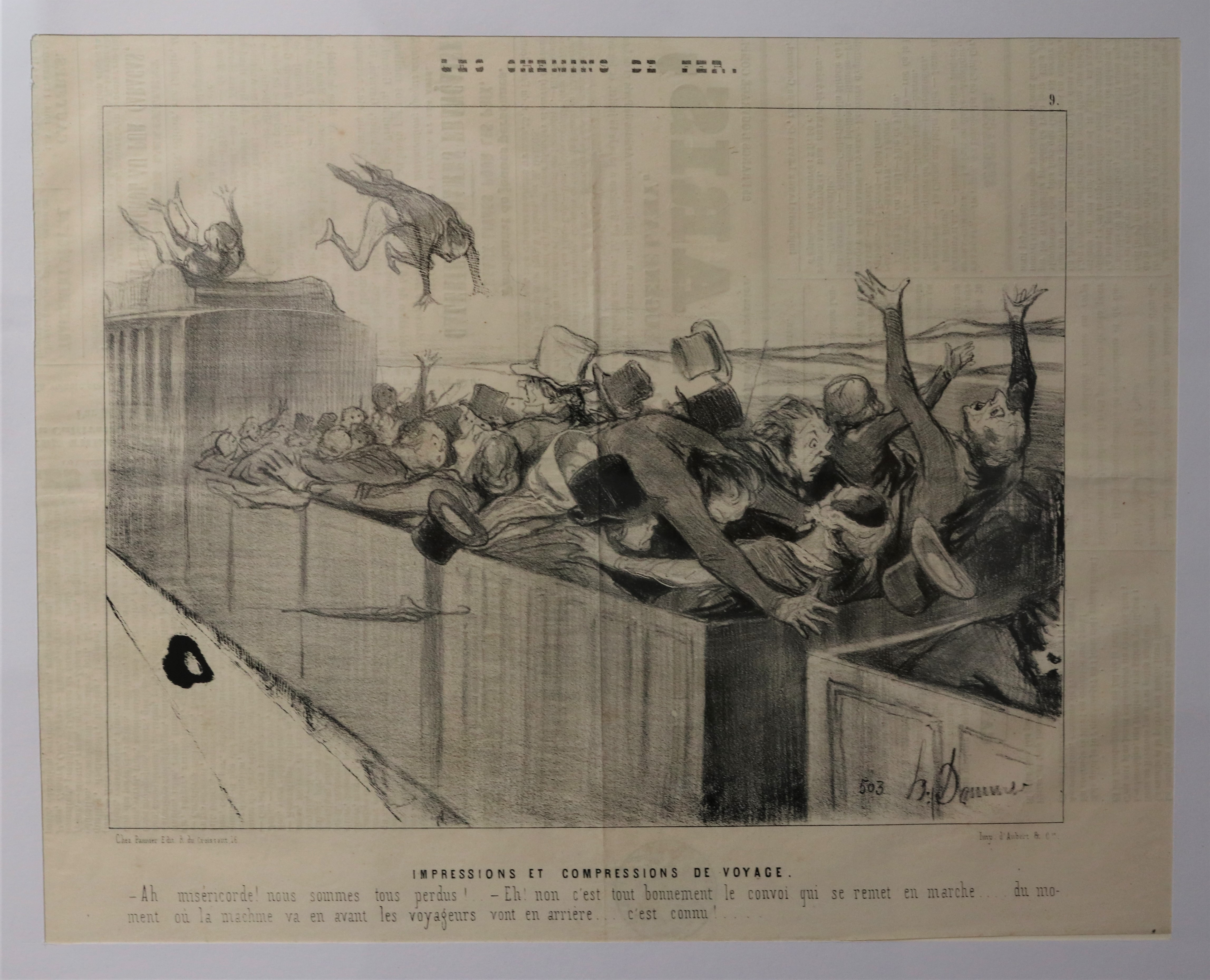
Les Chemins de fer - Impression et compressions de voyage, Honoré Daumier (caricaturiste), lithographie, publié dans Le Charivari en 1843
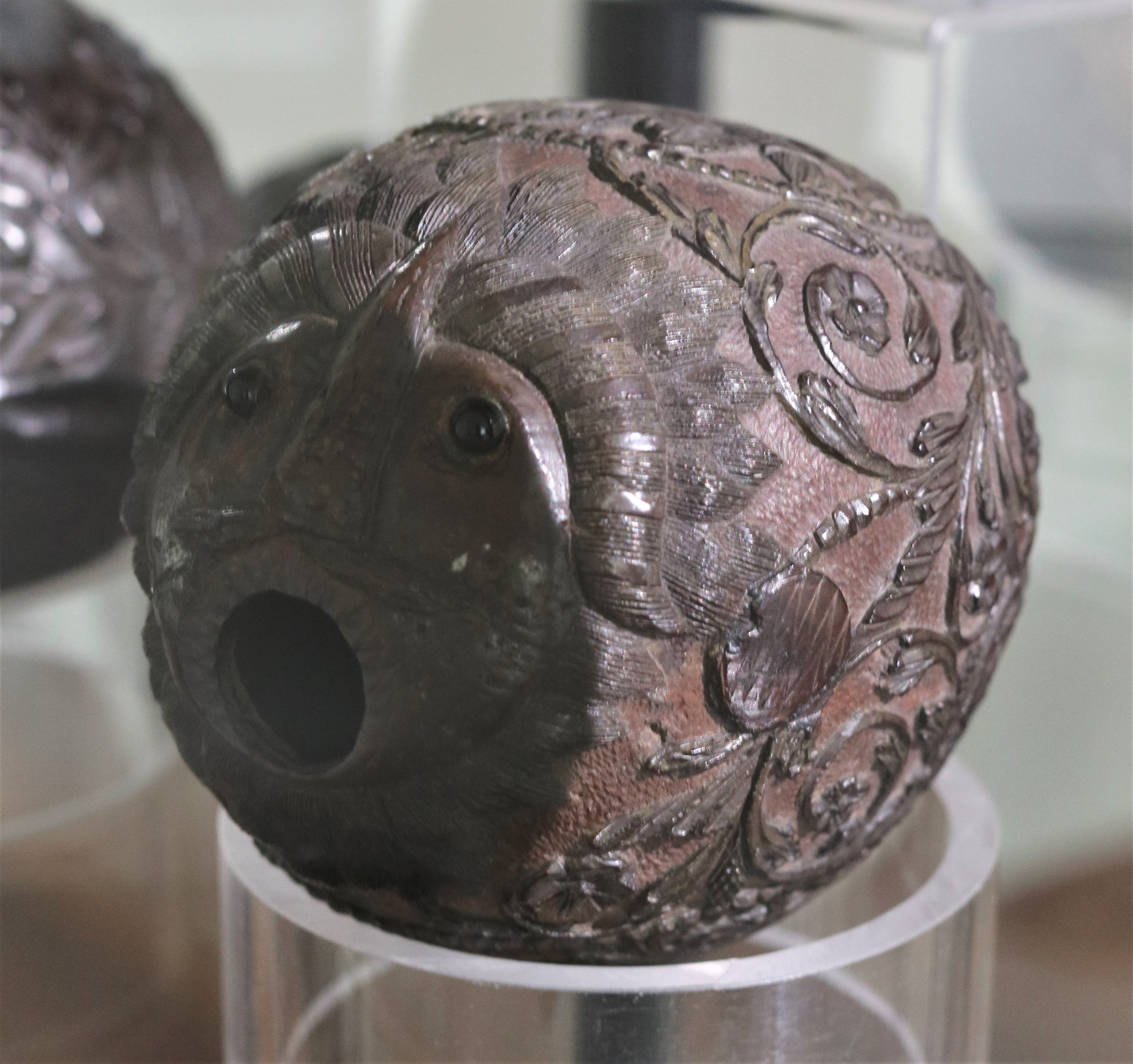
Travail de bagnard, noix de coco gravée, Guyane, XVIII-XIXe